# Stadtfriedhof Linz/St. Martin

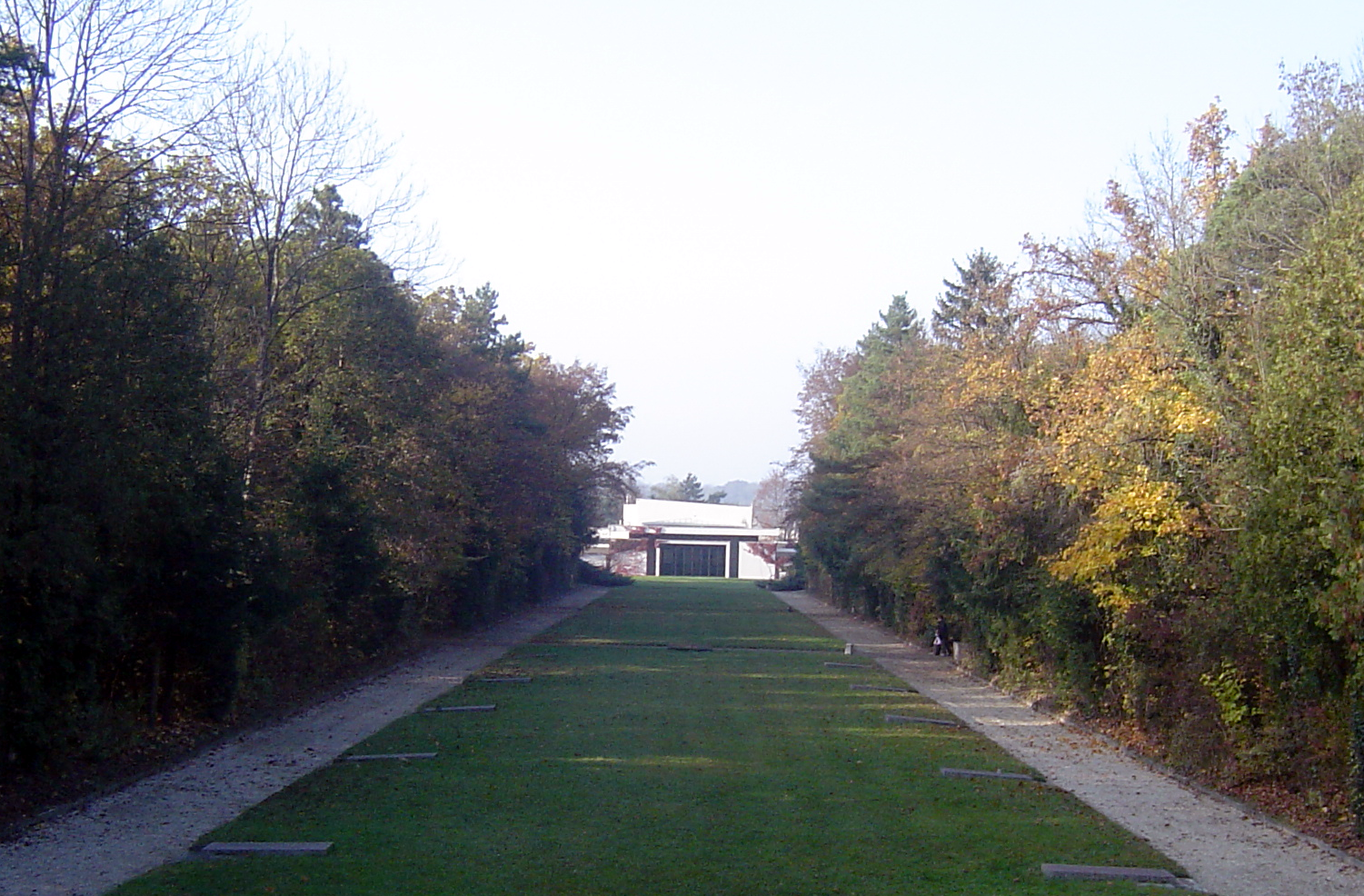
Blick vom Weltkriegsdenkmal zur Verabschiedungshalle

Der Stadtfriedhof Linz/St. Martin zählt zur Gruppe der Friedhöfe in Linz und ist mit einer Fläche von 573.000 m² der größte Linzer Friedhof. Er liegt südwestlich von Linz im Trauner Stadtteil St. Martin an der B 1 Wiener Straße. Der Friedhof wird von der Linz AG betrieben.
An baulichen Einrichtungen bestehen sieben Aufbahrungs- und eine Verabschiedungshalle sowie Urnennischen. Im Westen des Friedhofs befinden sich Soldatengräber, im Süden liegen ein Flüchtlings- und ein Sowjetrussengräberfeld. Daneben befinden sich eine Gedenkstätte für KZ-Opfer und mehrere Denkmäler sowie eine Abteilung für islamische Bestattungen.

## Gräber
- Christian Coulin (1807–1888)
- Ignaz Karl Figuly von Szep (1807–1875)
- Joachim Nemella (1952–2021)
- Karl Wiser (1800–1889)